# Juan de Dios Mataflorida Pueblos
Juan de Dios Mataflorida Pueblos (* 8. März 1943 in Moto Sur, Loon, Philippinen; † 21. Oktober 2017) war ein philippinischer Geistlicher und römisch-katholischer Bischof von Butuan.

## Leben
Juan de Dios Mataflorida Pueblos studierte Philosophie am Seminar in Loon (1953–1958) und Theologie am Priesterseminar in Tagbilaran (1958–1960) und empfing am 30. März 1968 das Sakrament der Priesterweihe. Er war in der Seelsorge tätig und absolvierte ein weiteres Theologiestudium am Divine World College in Tagbilaran. Er engagierte sich in der schulischen Ausbildung und war unter anderem Rektor verschiedener Seminare und Akademien.
Am 29. April 1985 ernannte ihn Papst Johannes Paul II. zum Titularbischof von Zaba und bestellte ihn zum Weihbischof in Davao. Der Apostolische Nuntius auf den Philippinen, Erzbischof Bruno Torpigliani, spendete ihm am 24. Juni desselben Jahres die Bischofsweihe; Mitkonsekratoren waren der Erzbischof von Davao, Antonio Lloren Mabutas, und der Bischof von Tagbilaran, Onesimo Cadiz Gordoncillo. Am 3. Februar 1987 ernannte ihn Johannes Paul II. zum Bischof von Coroico. Die Ernennung zum Bischof von Butuan erfolgte am 27. November 1995. Juan de Dios Pueblos hatte mehrere Ämter in der philippinischen Bischofskonferenz inne.